# George Parker (4e comte de Macclesfield)
Pour les articles homonymes, voir George Parker (homonymie).
George Parker (24 février 1755 - 20 mars 1842) est un pair et homme politique britannique qui siège à la Chambre des communes entre 177 et 1795.

## Biographie
Il est le fils de Thomas Parker (3e comte de Macclesfield), et Mary, fille de Sir William Heathcote (1er baronnet) .
Il est élu au Parlement de Woodstock en 1777, poste qu'il occupe jusqu'en 1784, avant de représenter Minehead entre 1790 et 1795. En 1791, il est admis au Conseil privé et nommé contrôleur de la Maison, poste qu'il occupe jusqu'en 1797. En 1795, il succède à son père comme comte et entre à la Chambre des lords. De 1804 à 1830, il occupe le poste de capitaine des Yeomen of the Guard sous huit différents premiers ministres .
Il est élu membre de la Royal Society en novembre 1818 .
Lord Macclesfield est nommé directeur du Regent's Canal en 1812 et président de celui-ci de 1816. Il est nommé commissaire de la Commission du pavage des domaines de la Couronne en août 1824. En tant que président de la compagnie du canal, il traverse les moments les plus difficiles, car il doit surmonter divers problèmes et obstacles avant que le canal puisse être ouvert en 1820.

## Famille
Lord Macclesfield épouse Mary Frances, fille du révérend Thomas Drake, en 1780. Elle est décédée en janvier 1823. Macclesfield leurt en mars 1842, à l'âge de 87 ans. Son frère cadet, Thomas, lui succède comme comte .